# 오광록
오광록(吳光祿, 1961년 8월 28일 ~ )은 대한민국의 배우이다. 1982년 연극 세일즈맨의 죽음을 통하여 데뷔하였다.

## 생애
오광록은 1961년 8월 28일 경상남도 부산시에서 태어났다. 
영일고등학교 졸업했다. 소속사는 싸이더스HQ이다.

## 학력
- 영일고등학교 졸업

## 출연작

### 영화
- 1996년 《눈 감아 보이는 세상》
- 2000년 《사월의 끝》
- 2001년 《와이키키 브라더스》 ... 현구 역
- 2002년 《복수는 나의 것》 ... 노동자 2 역
- 2003년 《봄날의 곰을 좋아하세요?》 ... 정훈 역
- 2003년 《올드보이》 ... 자살남 역(특별출연)
- 2004년 《마지막 늑대》 ... 독수리 역
- 2004년 《내 머리 속의 지우개》 ... 노숙자 역
- 2004년 《풀밭 위의 식사》
- 2005년 《잠복근무》 ... 조직 보스 배두상 역(특별출연)
- 2005년 《친절한 금자씨》 ... 유괴된 아이 부모 역(우정출연)
- 2005년 《소년, 천국에 가다》 ... 네모 아빠 역
- 2005년 《미스터 소크라테스》 ... 동혁 부 역(특별출연)
- 2005년 《장님은 무슨 꿈을 꿀까요》
- 2005년 《와인드 업》 ... 정훈 역
- 2006년 《흡혈형사 나도열》 ... 비오 신부 역
- 2006년 《우리들의 행복한 시간》 ... 2896 역(우정출연)
- 2006년 《잔혹한 출근》 ... 태희 부 역
- 2006년 《아날로그 러브》
- 2006년 《굿바이 칠드런》
- 2007년 《파란 자전거》 ... 동규 부 역
- 2007년 《세븐 데이즈》 ... 양창구 역(우정출연)
- 2008년 《아버지와 마리와 나》 ... 현진 역(우정출연)
- 2008년 《아기와 나》 ... 광록 역(특별출연)
- 2009년 《마린 보이》 ... 박 박사 역(우정출연)
- 2009년 《우리 집에 왜 왔니》 ... 자살남 역(우정출연)
- 2009년 《국가대표》 ... 약사 2 역(우정출연)
- 2009년 《이태원 살인사건》 ... 김 변호사 역
- 2009년 《디 엔드》
- 2010년 《파괴된 사나이》 ... GPS 판매자 역(우정출연)
- 2010년 《돌이킬 수 없는》 ... 김 교수 역(특별출연)
- 2011년 《파란만장》
- 2011년 《카운트다운》 ... 송 교수 역
- 2011년 《오직 그대만》 ... 박창수 역
- 2011년 《결정적 한방》 ... 근석 역
- 2011년 《감》
- 2011년 《연보라빛 새》
- 2012년 《나는 공무원이다》 ... 밥 딜런 역(특별출연)
- 2012년 《간첩》... 비아그라 남 역(특별출연)
- 2012년 《사랑오감》... 영일 역
- 2013년 《생생활활》 ... 조물주 역
- 2013년 《전국노래자랑》 ... 맹 과장 역
- 2013년 《마이 라띠마》 ... 고물상 주인 역(우정출연)
- 2013년 《더 웹툰: 예고살인》 ... 반장 역(특별출연)
- 2013년 《배우는 배우다》 ... 영화 속 강 검사 역(특별출연)
- 2013년 《열한시》 ... 서 박사 역(특별출연)
- 2013년 《세 개의 거울》 ... 오 사장 역
- 2014년 《시선》 ... 조요한 역
- 2014년 《어느 날 갑자기》 ... 문학 선생 역
- 2014년 《스톤》 ... 이수 역(우정출연)
- 2014년 《울언니》 ... 김 형사 역
- 2014년 《기술자들》 ... 민 교수 역(특별출연)
- 2014년 《라이브TV》 ... (특별출연)
- 2015년 《성실한 나라의 앨리스》 ... 신경외과의사 역(특별출연)
- 2015년 《돼지 같은 여자》 ... 재화 부 역
- 2015년 《로큰롤 할배》
- 2016년 《시선 사이》 ... 김 박사 역
- 2017년 《석조저택 살인사건》 ... 극장주인 역(특별출연)
- 2017년 《대립군》 ... 곰보 역
- 2017년 《가을 우체국》 ... 수련 아빠 역
- 2018년 《뷰티풀 데이즈》 ... 젠첸 아버지 역
- 2018년 《로큰롤 할배》
- 2019년 《로드킬》 ... 장씨 역
- 2019년 《수상한 이웃》 ... 덕만 역
- 2019년 《천문: 하늘에 묻는다》 ... 이순지 역
- 2020년 《악몽》 ... 대표 역
- 2020년 《죽도 서핑 다이어리》 ... 청록 역
- 2020년 《요가학원: 죽음의 쿤달리니》 ... 과장 역 (특별출연)
- 2021년 《인싸》 ... 김 영감 역 (특별출연)
- 2021년 《파이터》
- 2023년 《리턴 투 서울》 ... 한국 아빠 역

### 드라마
- 1993년 MBC 《경찰청 사람들》 오뉴월의 서릿발 ... 이태성 역
- 2006년 MBC 미니시리즈 《닥터 깽》 ... 봉은탁 역
- 2007년 MBC 미니시리즈 《태왕사신기》 ... 현고 역
- 2008년 MBC 주간드라마 《나도 잘 모르지만》 ... 기인 역
- 2008년 KBS2 미니시리즈 《강적들》 ... 차광수 역
- 2011년 OCN 금요드라마 《신의 퀴즈 2》 ... 이장원 역 (특별출연)
- 2011년 MBN 일일시트콤 《뱀파이어 아이돌》 ... 광록 역
- 2012년 E채널 토요시트콤 《단단한 가족》 ... 광록 역
- 2012년 SBS 월화드라마 《신의》 ... 점쟁이 역
- 2013년 MBC 특별기획드라마 《기황후》 ... 흑수 역
- 2014년 tvN 월화드라마 《고교처세왕》 ... 최장호 역
- 2014년 KBS2 미니시리즈 《힐러》 ... 기영재 역
- 2015년 MBC 일일연속극 《불굴의 차여사》 ... 오달수 역
- 2016년 KBS2 3부작특집드라마 《페이지터너》 ... 굴다리 안 수수께끼의 잡상인 역
- 2017년 tvN 금토드라마 《내일 그대와》 ... 신성규 역
- 2017년 tvN 단막극 《tvN 드라마 스테이지 - 박대리의 은밀한 사생활》
- 2018년 iHQ DRAMA & MBN 수목드라마 《마성의 기쁨》 ... 주만식 역
- 2019년 SBS 수목드라마 《빅이슈》 ... 고박사 역
- 2020년 Netflix 드라마 《인간수업》 … 재익 역
- 2021년 JTBC 토일드라마 《인간실격》 … 진섭 역
- 2021년 tvN 수목드라마 《멜랑꼴리아》 ... 지현욱 역
- 2024년 JTBC 토일드라마 《하이드》 … 나석진 역
- 2024년 Disney+ 드라마 《삼식이 삼촌》 … 주인태 역
- 2024년 오리진엔터테인먼트 웹드라마 《수상한 본부장》

### 방송
- 2018년 MBC 《두니아 처음 만난 세계》
- 2019년 MBN 《바다가 들린다》
- 2019년 KBS1 《다큐세상 - 공간의 역습 2부작》 - 프레젠터
- 2025년 TV CHOSUN 《아빠하고 나하고》

### CF
- 2006년 동서식품 핫초코 미떼
- 2007년 주연테크 컴퓨터
- 2007년 HK이노엔 컨디션
- 2007년 팔도 일품 해물라면
- 2007년 ~ 2008년 동국제약 인사돌 (with 견미리)
- 2008년 대상 청정원 순창고추장
- 2015년 알바천국

## 경력
- 배우예술원 2기

## 사건
2009년 7월 12일 검찰이 조사한 마약 반응검사 결과 양성 판정을 받고 징역 8월에 집행유예 2년, 사회봉사 80시간을 선고받았지만 국립과학수사연구소 분석 결과에서는 음성 판정을 받아 법원의 보석 판결로 석방되었다. 오광록은 항소를 제기하였지만 기각되었고 법원은 판결문을 통해 ‘범행 동기와 정황을 고려할 때 원심의 형은 무거워 보이지 않는다’고 밝히며 항소를 기각하고 원심과 같은 형을 선고했다.